# Списак шефова државе Србије
Ово је списак шефова државе модерне српске државе, од њеног успостављања током Српске револуције до данас.

## Монархија

### Устаничка Србија(1804—1813)
| Велики Вожд | Велики Вожд | Велики Вожд                    | Велики Вожд                    | Владавина         | Владавина                            | Владавина          | Напомена                   |
| Бр.         | Портрет     | Име                            | Династија                      | Почетак владавине | Крај владавине                       | Трајање            | Напомена                   |
| ----------- | ----------- | ------------------------------ | ------------------------------ | ----------------- | ------------------------------------ | ------------------ | -------------------------- |
| 1           |             | Карађорђе Петровић (1768–1817) | Оснивач династије Карађорђевић | 15. фебруар 1804. | 21. септембар 1813. (отишао у егзил) | 9 година, 218 дана | Вођа Првог српског устанка |

### Кнежевина Србија(1817—1882)
Намесник
| Кнез                                                                          | Кнез    | Кнез                                | Кнез                        | Владавина           | Владавина                      | Владавина           | Напомена |
| Бр.                                                                           | Портрет | Име                                 | Династија                   | Почетак владавине   | Крај владавине                 | Трајање             | Напомена |
| ----------------------------------------------------------------------------- | ------- | ----------------------------------- | --------------------------- | ------------------- | ------------------------------ | ------------------- | --- |
| 1                                                                             |         | Милош Обреновић I (1780–1860)       | Оснивач династије Обреновић | 6. новембар 1817.   | 25. јун 1839. (абдицирао)      | 21 година, 231 дан  | Вођа Другог српског устанка |
| 2                                                                             |         | Милан Обреновић II (1819–1839)      | Обреновић                   | 25. јун 1839.       | 8. јул 1839.                   | 13 дана             | Син Милоша Обреновића I |
| —                                                                             |         | Јеврем Обреновић (1790–1856)        | —                           | 14. јуна 1839       | 14. марта 1840                 | 274 дана            | \| Тројно намесништво За Милана Обреновића II (14. јуна – 08. јула, 1839) \| \| Тројно намесништво За Михаила Обреновића III (8. јул 1839 – 14. март 1840):}} \| |
| —                                                                             |         | Тома Вучић Перишић (1787–1859)      | —                           | 14. јуна 1839       | 14. марта 1840                 | 274 дана            | \| Тројно намесништво За Милана Обреновића II (14. јуна – 08. јула, 1839) \| \| Тројно намесништво За Михаила Обреновића III (8. јул 1839 – 14. март 1840):}} \| |
| —                                                                             |         | Аврам Петронијевић (1791–1852)      | —                           | 14. јуна 1839       | 14. марта 1840                 | 274 дана            | \| Тројно намесништво За Милана Обреновића II (14. јуна – 08. јула, 1839) \| \| Тројно намесништво За Михаила Обреновића III (8. јул 1839 – 14. март 1840):}} \| |
| 3                                                                             |         | Михаило Обреновић III (1823–1868)   | Обреновић                   | 8. јул 1839.        | 14 септембар 1842. (свргнут)   | 3 године, 68 дана   | Син Милоша Обреновића I |
| 4                                                                             |         | Александар Карађорђевић (1806–1885) | Карађорђевић                | 14. септембар 1842. | 23. децембар 1858. (абдицирао) | 16 година, 100 дана | Син Карађорђа Петровића |
| (1)                                                                           |         | Милош Обреновић I (1780–1860)       | Оснивач династије Обреновић | 23. децембар 1858.  | 26. септембар 1860             | 1 година, 278 дана  | Вођа Другог српског устанка |
| (3)                                                                           |         | Михаило Обреновић III (1823–1868)   | Обреновићи                  | 26. септембар 1860. | 10. јун 1868. (убијен)         | 7 година, 258 дана  | Син Милоша Обреновића I |
| 5                                                                             |         | Милан Обреновић IV (1854–1901)      | Обреновић                   | 10. јун 1868.       | 6. март 1882.                  | 13 година, 269 дана | Унук Милоша Обреновића I |
| —                                                                             |         | Миливоје Блазнавац (1824–1873)      | —                           | 10. јун 1868.       | 22. август. 1872               | 4 године, 73 дана   | Тројно намесништво За Милана Обреновића IV |
| —                                                                             |         | Јован Ристић (1831–1899)            | —                           | 10. јун 1868.       | 22. август. 1872               | 4 године, 73 дана   | Тројно намесништво За Милана Обреновића IV |
| —                                                                             |         | Јован Гавриловић (1796–1877)        | —                           | 10. јун 1868.       | 22. август. 1872               | 4 године, 73 дана   | Тројно намесништво За Милана Обреновића IV |
| Тројно намесништво За Милана Обреновића II (14. јуна – 08. јула, 1839)        |         |                                     |                             |                     |                                |                     | |
| Тројно намесништво За Михаила Обреновића III (8. јул 1839 – 14. март 1840):}} |         |                                     |                             |                     |                                |                     | |

### Краљевина Србија(1882—1918)
Намесник
| Краљ | Краљ    | Краљ                           | Краљ         | Владавина                                   | Владавина                 | Владавина           | Белешке                          |
| Бр.  | Портрет | Име                            | Династија    | Почетак владавине                           | Крај владавине            | Трајање             | Белешке                          |
| ---- | ------- | ------------------------------ | ------------ | ------------------------------------------- | ------------------------- | ------------------- | -------------------------------- |
| 1    |         | Милан I (1854–1901)            | Обреновић    | 6. март 1882.                               | 6. март 1889. (абдицирао) | 7 година            | Претходно владао као кнез        |
| 2    |         | Александар I (1876–1903)       | Обреновић    | 6. март 1889.                               | 11. јун 1903. (убијен)    | 14 година, 97 дана  | Син Милана I                     |
| —    |         | Јован Ристић (1831–1899)       | —            | 6. март 1889.                               | 13. април 1893. (свргнут) | 4 године, 38 дана   | Намеснички савет За Александра I |
| —    |         | Јован Белимарковић (1827–1906) | —            | 6. март 1889.                               | 13. април 1893. (свргнут) | 4 године, 38 дана   | Намеснички савет За Александра I |
| —    |         | Коста Протић (1831–1892)       | —            | 6. март 1889.                               | 4. јун 1892. (умро)       | 3 године, 90 дана   | Намеснички савет За Александра I |
| 3    |         | Петар I (1844–1921)            | Карађорђевић | 15. јун 1903. (крунисан 21. септембра 1904) | 1. децембар 1918.         | 15 година, 169 дана | Син Александра Карађорђевића     |
| —    |         | Александар I (1888–1934)       | Карађорђевић | 24. јун 1914.                               | 1. децембар 1918.         | 4 године, 160 дана  | Регент Син Петра I               |

## Република

### Социјалистичка Република Србија(1944—1990)
СР Србија у Демократској Федеративној Југославији и Социјалистичкој Федеративној Републици Југославији.
| Број                                                                      | Шеф државе               | Шеф државе          | Животни век | Мандат — Изборни мандати | Мандат — Изборни мандати | Партија                                      | Напомена                             |
| ------------------------------------------------------------------------- | ------------------------ | ------------------- | ----------- | ------------------------ | ------------------------ | -------------------------------------------- | ------------------------------------ |
| Председник Антифашистичке скупштине народног ослобођења Србије 1943—1945. |                          |                     |             |                          |                          |                                              |                                      |
| –                                                                         | Синиша Станковић         | Синиша Станковић    | 1892—1974.  | 12. новембар 1944.       | 7. април 1945.           | Комунистичка партија Југославије             | Вођа скупштине Србије за време рата. |
| Председник Президијума Народне скупштине 1945—1953.                       |                          |                     |             |                          |                          |                                              |                                      |
| 1                                                                         | Синиша Станковић         | Синиша Станковић    | 1892—1974.  | 7. април 1945.           | март 1953.               | Комунистичка партија Југославије             |                                      |
| Председници Парламента 1953—1974.                                         |                          |                     |             |                          |                          |                                              |                                      |
| 2                                                                         | Петар Стамболић          | Петар Стамболић     | 1912—2007.  | март 1953.               | април 1957.              | Савез комуниста Србије                       |                                      |
| 3                                                                         | Јован Веселинов          | Јован Веселинов     | 1906—1982.  | април 1957.              | 26. јун 1963.            | Савез комуниста Србије                       |                                      |
| 4                                                                         | Душан Петровић Шане      | Душан Петровић Шане | 1914—1977.  | 26. јун 1963.            | 6. мај 1967.             | Савез комуниста Србије                       |                                      |
| 5                                                                         | Милош Минић              | Милош Минић         | 1914—2003.  | 6. мај 1967.             | 6. мај 1969.             | Савез комуниста Србије                       |                                      |
| 6                                                                         | Драгослав Дража Марковић | Драгослав Марковић  | 1920—2005.  | 6. мај 1969.             | 19. април 1974.          | Савез комуниста Србије                       |                                      |
| 7                                                                         |                          | Живан Васиљевић     | 1920—2007.  | 19. април 1974.          | 6. мај 1974.             | Савез комуниста Србије                       |                                      |
| Председници Председништва 1974—1990.                                      |                          |                     |             |                          |                          |                                              |                                      |
| 8                                                                         | Драгослав Дража Марковић | Драгослав Марковић  | 1920—2005.  | 6. мај 1974.             | 5. мај 1978.             | Савез комуниста Србије                       |                                      |
| 9                                                                         | Добривоје Видић          | Добривоје Видић     | 1918—1992.  | 5. мај 1978.             | 5. мај 1982.             | Савез комуниста Србије                       |                                      |
| 10                                                                        | Никола Љубичић           | Никола Љубичић      | 1916—2005.  | 5. мај 1982.             | 5. мај 1984.             | Савез комуниста Србије                       |                                      |
| 11                                                                        | Душан Чкребић            | Душан Чкребић       | 1927—2022.  | 5. мај 1984.             | 5. мај 1986.             | Савез комуниста Србије                       |                                      |
| 12                                                                        | Иван Стамболић           | Иван Стамболић      | 1936—2000.  | 5. мај 1986.             | 14. децембар 1987.       | Савез комуниста Србије                       |                                      |
| 13                                                                        | Петар Грачанин           | Петар Грачанин      | 1923—2004.  | 14. децембар 1987.       | 20. март 1989.           | Савез комуниста Србије                       |                                      |
| –                                                                         |                          | Љубиша Игић (в.д.)  | 1941—2023.  | 20. март 1989.           | 8. мај 1989.             | Савез комуниста Србије                       |                                      |
| 14                                                                        | Слободан Милошевић       | Слободан Милошевић  | 1941—2006.  | 8. мај 1989.             | 11. јануар 1991.         | Савез комуниста Србије (до јула 1990)        |                                      |
| [1] (14)                                                                  | Слободан Милошевић       | Слободан Милошевић  | 1941—2006.  | 1989                     | 1989                     | Социјалистичка партија Србије (од јула 1990) |                                      |

### Република Србија(1990—2006)
Република Србија у Савезној Републици Југославији и Државној заједници Србије и Црне Горе.
| Број     | Шеф државе         | Шеф државе                | Животни век | Мандат — Изборни мандати | Мандат — Изборни мандати | Партија                       | Напомена                                                                  |
| -------- | ------------------ | ------------------------- | ----------- | ------------------------ | ------------------------ | ----------------------------- | ------------------------------------------------------------------------- |
| [1] (14) | Слободан Милошевић | Слободан Милошевић        | 1941–2006.  | 11. јануар 1991.         | 23. јул 1997.            | Социјалистичка партија Србије |                                                                           |
| [1] (14) | Слободан Милошевић | Слободан Милошевић        | 1941–2006.  | 1990, 1992               |                          | Социјалистичка партија Србије |                                                                           |
| –        | Драган Томић       | Драган Томић (в. д.)      | 1936–2022.  | 23. јул 1997.            | 29. децембар 1997.       | Социјалистичка партија Србије | Председник Народне скупштине Србије који је вршио дружност Председника.   |
| –        | Драган Томић       | Драган Томић (в. д.)      | 1936–2022.  | —                        |                          | Социјалистичка партија Србије | Председник Народне скупштине Србије који је вршио дружност Председника.   |
| [2] (15) | Милан Милутиновић  | Милан Милутиновић         | 1942–2023.  | 29. децембар 1997.       | 29. децембар 2002.       | Социјалистичка партија Србије |                                                                           |
| [2] (15) | Милан Милутиновић  | Милан Милутиновић         | 1942–2023.  | 1997                     |                          | Социјалистичка партија Србије |                                                                           |
| –        | Наташа Мићић       | Наташа Мићић (в. д.)      | 1965.       | 29. децембар 2002.       | 4. фебруар 2004.         | Грађански савез Србије        | Председница Народне скупштине Србије која је вршила дружност Председника. |
| –        | Наташа Мићић       | Наташа Мићић (в. д.)      | 1965.       | —                        |                          | Грађански савез Србије        | Председница Народне скупштине Србије која је вршила дружност Председника. |
| –        | Драган Маршићанин  | Драган Маршићанин (в. д.) | 1950.       | 4. фебруар 2004.         | 3. март 2004.            | Демократска странка Србије    | Председник Народне скупштине Србије који је вршио дружност Председника.   |
| –        | Драган Маршићанин  | Драган Маршићанин (в. д.) | 1950.       | —                        |                          | Демократска странка Србије    | Председник Народне скупштине Србије који је вршио дружност Председника.   |
| –        | Предраг Марковић   | Предраг Марковић (в. д.)  | 1955.       | 4. март 2004.            | 11. јул 2004.            | Г17 плус                      | Председник Народне скупштине Србије који је вршио дружност Председника.   |
| –        | Предраг Марковић   | Предраг Марковић (в. д.)  | 1955.       | —                        |                          | Г17 плус                      | Председник Народне скупштине Србије који је вршио дружност Председника.   |
| [3] (16) | Борис Тадић        | Борис Тадић               | 1958.       | 11. јул 2004.            | 5. јун 2006.             | Демократска странка           |                                                                           |
| [3] (16) | Борис Тадић        | Борис Тадић               | 1958.       | 2004                     |                          | Демократска странка           |                                                                           |

## Од самосталности
После осамостаљења Републике Србије из Државне заједнице Србије и Црне Горе 2006. године председник републике се бира на период од пет година и може бити изабран максимум два пута узастопце. Он је такође и врховни командант оружаних снага.
| Број                                                 | Шеф државе              | Шеф државе                      | Животни век | Мандат — Изборни мандати | Мандат — Изборни мандати | Партија                       | Напомена                                                                                      |
| ---------------------------------------------------- | ----------------------- | ------------------------------- | ----------- | ------------------------ | ------------------------ | ----------------------------- | --------------------------------------------------------------------------------------------- |
| Председници Републике од самосталности (5. јун 2006) |                         |                                 |             |                          |                          |                               |                                                                                               |
| 1 [3] (16)                                           | Борис Тадић             | Борис Тадић                     | 1958.       | 5. јун 2006.             | 5. април 2012.           | Демократска странка           | 2012. поднео оставку ради одржавања ванредних председничких избора заједно са парламентарним. |
| 1 [3] (16)                                           | Борис Тадић             | Борис Тадић                     | 1958.       | 2008                     |                          | Демократска странка           | 2012. поднео оставку ради одржавања ванредних председничких избора заједно са парламентарним. |
| –                                                    | Славица Ђукић-Дејановић | Славица Ђукић-Дејановић (в. д.) | 1951.       | 5. април 2012.           | 31. мај 2012.            | Социјалистичка партија Србије | Председник Народне скупштине Србије која је вршила дужност Председника Републике.             |
| –                                                    | Славица Ђукић-Дејановић | Славица Ђукић-Дејановић (в. д.) | 1951.       | —                        |                          | Социјалистичка партија Србије | Председник Народне скупштине Србије која је вршила дужност Председника Републике.             |
| 2 [4] (17)                                           | Томислав Николић        | Томислав Николић                | 1952.       | 31. мај 2012.            | 31. мај 2017.            | Независни                     | Био је кандидат Српске напредне странке.                                                      |
| 2 [4] (17)                                           | Томислав Николић        | Томислав Николић                | 1952.       | 2012                     |                          | Независни                     | Био је кандидат Српске напредне странке.                                                      |
| 3 [5] (18)                                           | Александар Вучић        | Александар Вучић                | 1970.       | 31. мај 2017.            |                          | Српска напредна странка       |                                                                                               |
| 3 [5] (18)                                           | Александар Вучић        | Александар Вучић                | 1970.       | 2017, 2022               |                          | Српска напредна странка       |                                                                                               |